# Metilamin
Metilamin je organska spojina s kemijsko formulo CH3NH2, derivat amonijaka, ki ima en vodikov atom nadomeščen z metilno skupino. Je najenostavnejši primarni amin. Pri sobnih pogojih je v obliki brezbarvnega plina z močnim vonjem po ribah.
Uporablja se kot gradnik v sintezi številnih komercialno pomembnih spojin. Industrijsko je dostopen v anhidrirani obliki v rezervoarjih pod pritiskom, v manjših količinah pa lahko tudi raztopljen v metanolu, etanolu, tetrahidrofuranu in vodi.

## Pridobivanje

### Industrijska proizvodnja
Komercialno ga pripravljajo z reakcijo med amonijakom in metanolom v prisotnosti aluminosilikatnega katalizatorja. Hkrati nastajata dimetilamin in trimetilamin, pri čemer kinetika reakcije in razmerja med reaktanti določajo razmerje med temi tremi produkti. Preferenčno nastaja trimetilamin.
CH3OH + NH3  →  CH3NH2 + H2O
Z uporabo tega postopka so leta 2005 po oceni sintetizirali 115.000 ton metilamina.

### Laboratorijske metode
Spojino je prvič sintetiziral Charles-Adolphe Wurtz leta 1849 s hidrolizo metil izocianata in sorodnih spojin. Zgled tega procesa vključuje uporabo Hofmannove premestitve za pridobivanje metilamina iz acetamida in plinastega bromida.
V laboratoriju je mogoče metilaminski hidroklorid enostavno pridobivati z različnimi drugimi metodami. Ena od njih vključuje izpostavljanje formaldehida amonijevem kloridu.
NH4Cl + H2CO   →   [CH2=NH2]Cl + H2O
[CH2=NH2]Cl + H2CO  +  H2O  →   [CH3NH3]Cl + HCOOH
Brezbarvno hidrokloridno sol je mogoče pretvoriti v amin z dodajanjem močne baze, kot je natrijev hidroksid:
[CH3NH3]Cl + NaOH  →  CH3NH2 + NaCl + H2O
Še ena od metod vključuje redukcijo nitrometana s cinkom in klorovodikovo kislino.

## Uporaba
Metilamin je dober nukleofil, saj je močno bazičen in nevezan, četudi velja kot amin za šibko bazo. V organski kemiji je vsesplošno uporaben. Uporablja se med drugim pri naslednjih reakcijah z enostavnimi reagenti: s fosgenom v metil izocianat, z ogljikovim disulfidom in natrijevim hidroksidom v natrijev metilditiokarbamat, s kloroformom in bazo v metil izocianid in z etilen oksidom v metiletanolamin. V kapljevinski obliki je kot topilo analogen kapljevinskemu amonijaku.
Med komercialno pomembnejšimi spojinami, sintetiziranimi iz metilamina, sta učinkovini efedrin in teofilin, pesticidi karbofuran, karbaril in metam-natrij ter topili N-metilformamid in N-metilpirolidon. Kot gradnik nastopa tudi v nekaterih surfaktantih in razvijalcih fotografskih filmov.
Je na prioritetnem seznamu kontroliranih prekurzorjev ameriške Agencije za nadzor nad drogami (DEA) zaradi uporabe pri sintezi metamfetamina.

## Biološka vloga
Metilamin nastaja v procesu gnitja živalskih tkiv in je substrat za metanogenezo.
V manjših količinah nastaja v nekaterih znotrajceličnih procesih, kot je demetilacija arginina v procesu kontrole izražanja genov.
V večjih koncentracijah je strupen. Srednji smrtni odmerek za miš (subkutano) je 2,5 g na kilogram telesne mase.